# A Country Dream
| Recensione              | Giudizio |
| ----------------------- | -------- |
| AllMusic                |          |
| Piero Scaruffi          |          |
| Dizionario del Pop-Rock |          |
| 24.000 dischi           |          |

A Country Dream' è un album di Eric Andersen, pubblicato dalla casa discografica Vanguard Records nel marzo del 1970.

## Tracce

### LP
Lato A
Testi e musiche di Eric Andersen, eccetto dove indicato.
1. (Sitting On) The Dock of the Bay – 3:36 (Otis Redding, Steve Cropper)
2. All I Remember Is You – 2:55
3. Deborah, I Love You – 4:20
4. Devon, You Look Like Heaven – 2:45
5. Eyes Gently Rolling – 5:36

Lato B
Testi e musiche di Eric Andersen, eccetto dove indicato.
1. Just a Country Dream – 5:11
2. Lovesick Blues – 2:34 (Cliff Friend, Irving Mills)
3. Second Time Around – 4:16
4. Smashville Jam (Strumentale) – 2:51
5. Waves of Freedom – 6:11

## Musicisti
- Eric Andersen - voce, chitarra
- Andy Johnson - chitarra solista
- David Briggs - pianoforte
- Bill Pursell - pianoforte (brani: Deborah I Love You e Devon, You Look Like Heaven)
- Charlie McCoy - organo, armonica, banjo, dobro
- Charlie McCoy - mandolino (brano: Just a Country Dream)
- Weldon Myrick - chitarra steel
- Weldon Myrick - dobro (brano: Second Time Around)
- Norbert Putnam - basso
- Ken Buttrey - batteria
- Doc Butler - tuba (brano: Devon, You Look Like Heaven)

Note aggiuntive
- Jack Lothrop - produttore
- Registrazioni effettuate al "Cinderella Studio", Madison, Tennessee (Stati Uniti)
- Wayne Moss - ingegnere del suono[6]